# 청자 양각연화당초 상감모란문 은테 발
청자 양각연화당초 상감모란문 은테 발(靑磁 陽刻蓮花唐草 象嵌牡丹文 銀釦 鉢)은 고려시대에 만든 청자대접이다. 1990년 5월 21일 대한민국의 국보 제253호로 지정되었다.
입 부분이 밖으로 약간 벌어져있고, 아가리 가장자리에는 은구가 씌워졌다. 문양은 내면에는 중앙의 화문을 중심으로 내측면에는 연당초문을 양각으로, 안 가장자리에는 당초문대를 돌려 나타내었다. 외면 세 곳에 활짝 핀 모란절지문을 상감하였다. 유약은 녹색이 짙은 청자유를 전면에 고르게 칠했으며, 굽다리에는 규석받침으로 받쳐 구운 흔적이 남아 있다. 외면에는 드문드문 유빙렬이 나있다.
이 대접은 1157년 청자와와 함께 출토되는 양각기법과 함께 상감기법이 시문되는 시기의 작품으로, 은구의 테두리를 씌운 고려청자의 예로 드문 대접이다. 12세기 중반경의 작품으로 강진 사당리요에서 제작된 것으로 보인다.

## 참고 자료
- 본 문서에는 서울특별시에서 지식공유 프로젝트를 통해 퍼블릭 도메인으로 공개한 저작물을 기초로 작성된 내용이 포함되어 있습니다.